# Politik i Shandong

Shandongs läge i Kina.

Den politiska makten i Shandong utövas officiellt av provinsen Shandongs folkregering, som leds av den regionala folkkongressen och guvernören i provinsen. Dessutom finns det en regional politiskt rådgivande konferens, som motsvarar Kinesiska folkets politiskt rådgivande konferens och främst har ceremoniella funktioner. Provinsens guvernör sedan 2007 är Jiang Daming.
I praktiken utövar dock den regionala avdelningen av Kinas kommunistiska parti den avgörande makten i Shandong och partisekreteraren i regionen har högre rang i partihierarkin än guvernören. Sedan  2008 heter partisekreteraren Jiang Yikang.

## Lista över Shandongs guvernörer
1. Kang Sheng (康生): 1949 – 1955
2. Zhao Jianmin (赵健民): 1955 – 1958
3. Tan Qilong (谭启龙): 1958 – 1963
4. Bai Rubing (白如冰): 1963 – 1967
5. Wang Xiaoyu (王效禹): 1967 – 1969
6. Yang Dezhi (杨得志): 1971 – 1974
7. Bai Rubing (白如冰): 1974 – 1979
8. Su Yiran (苏毅然): 1979 – 1982
9. Liang Buting (梁步庭): 1982 – 1985
10. Li Chang'an (李昌安): 1985 – 1987
11. Jiang Chunyun (姜春云): 1987 – 1989
12. Zhao Zhihao (赵志浩): 1989 – 1995
13. Li Chunting (李春亭): 1995 – 2001
14. Zhang Gaoli (张高丽): 2001 – 2003
15. Han Yuqun (韩寓群): 2003 – 2007
16. Jiang Daming (姜大明): 2007 –

## Lista över Shandongs partisekreterare
1. Kang Sheng (康生): 1949
2. Fu Qiutao (傅秋涛): 1949 – 1950
3. Xiang Ming (向明): 1950 – 1954
4. Shu Tong (舒同): 1954 – 1960
5. Zeng Xisheng (曾希圣): 1960 – 1961
6. Tan Qilong (谭启龙): 1961 – 1967
7. Wang Xiaoyu (王效禹): 1969
8. Yang Dezhi (杨得志): 1971 – 1974
9. Bai Rubing (白如冰): 1974 – 1982
10. Su Yiran (苏毅然): 1982 – 1985
11. Liang Buting (梁步庭): 1985 – 1988
12. Jiang Chunyun (姜春云): 1988 – 1994
13. Zhao Zhihao (赵志浩): 1994 – 1997
14. Wu Guanzheng (吴官正): 1997 – 2002
15. Zhang Gaoli (张高丽): 2002 – 2007
16. Li Jianguo (李建国): 2007 – 2008
17. Jiang Yikang (姜异康): 2008 –